# Diopetes deritas
Diopetes deritas är en fjärilsart som beskrevs av William Chapman Hewitson 1874. Diopetes deritas ingår i släktet Diopetes och familjen juvelvingar. Inga underarter finns listade i Catalogue of Life.